# Quagliera
Quagliera (La Caieri in piemontese) è una frazione del comune di Usseglio, nella città metropolitana di Torino.
Quagliera insieme ad Usseglio fa parte dell'Unione dei Comuni montani delle Alpi Graie.

## Geografia fisica

### Territorio

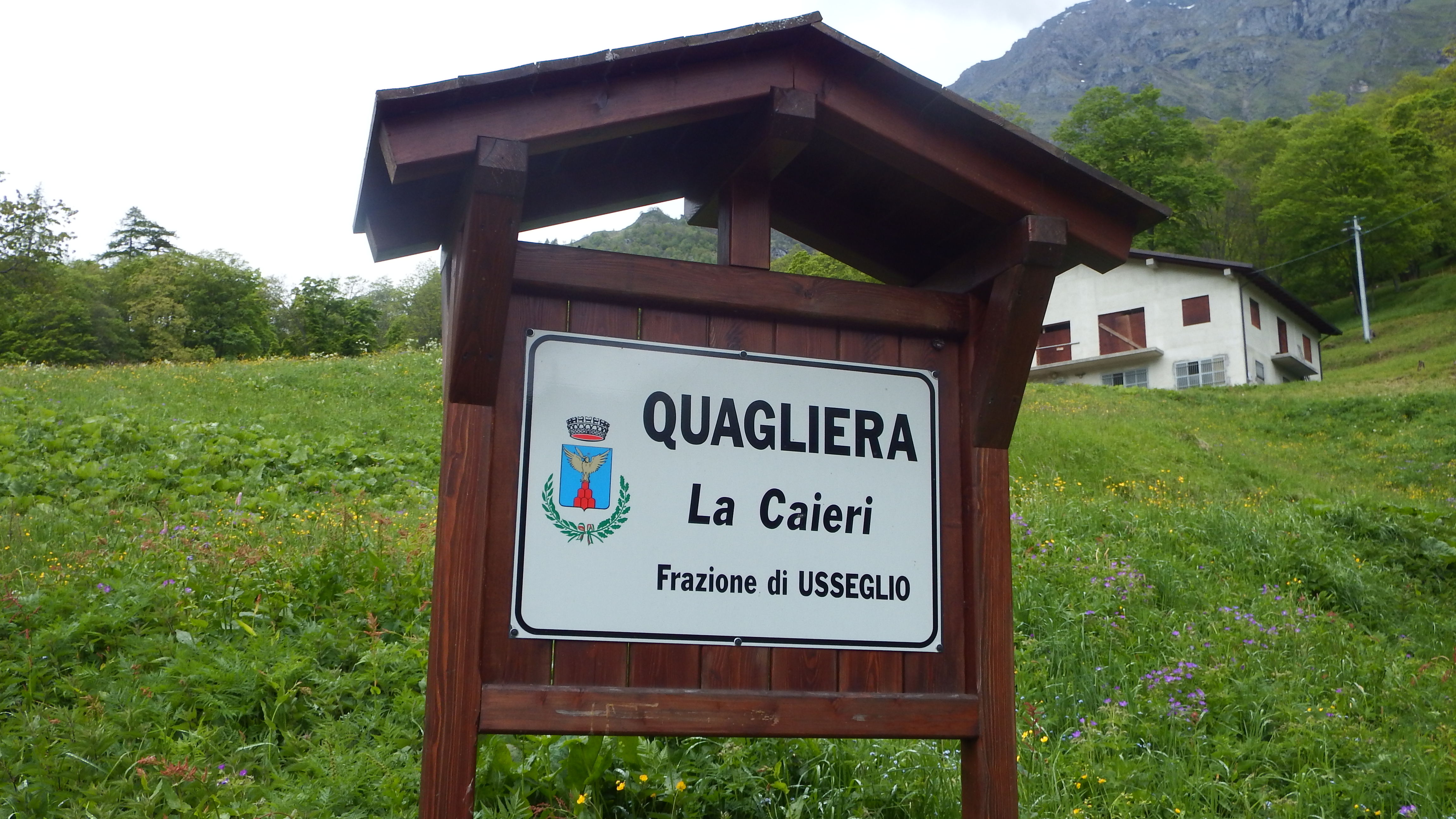
Cartello stradale della frazione

La frazione è situata nelle Valli di Lanzo, più precisamente nella Valle di Viù, a 1385 m d'altitudine e dista circa 2 km dal capoluogo comunale.
Il borgo è posizionato lungo la strada provinciale 32 tra le frazioni di Crot e Margone. Il paesaggio è tipicamente alpino, tra le montagne delle Alpi Graie che svettano sulla frazione si può notare il Monte Lera (3355 m.s.l.m.), il Rocciamelone (3538 m.s.l.m.), la punta Lunella (2772 m.s.l.m.) e la Croce Rossa (3566 m.s.l.m.). Nella frazione scorre la Stura di Viù, uno dei tre rami che formano la Stura di Lanzo, affluente di sinistra del Po. Il corso d'acqua ha carattere torrentizio: non sono infatti rari i fenomeni alluvionali, che possono anche interessare alcuni dei suoi rii immissari presenti nella frazione.

### Clima
Il clima è tipicamente montano, con inverni lunghi e rigidi con abbondanza di nevicate, primavere ed autunni sono molto piovosi con escursione termica tra la notte e il giorno molto alta. In estate le temperature sono miti con picchi di 30 °C. Dalla vicina Stazione meteorologica di Usseglio si può notare come la temperatura media annua si aggiri intorno ai 4,5 °C. Essendo più alta la frazione rispetto al comune, le temperature sono più fredde di 0,5-1,5 gradi.

## Società
La piccola frazione ha subito un calo demografico a causa dell'emigrazione, soprattutto verso la pianura torinese ed attualmente la popolazione di Quagliera è di 5 abitanti, ma anche in passato è stata sempre una delle frazioni più piccole.

## Cultura

### Arte
Cesare Ferro Milone (Torino, 1880 – Torino, 1934), pittore originario della Quagliera, dipinse più volte la frazione e il territorio nelle sue opere. Presso la Quagliera è visibile ancora oggi la casa di famiglia Ferro dove il pittore soleva trascorrere le proprie estati.

## Galleria d'immagini

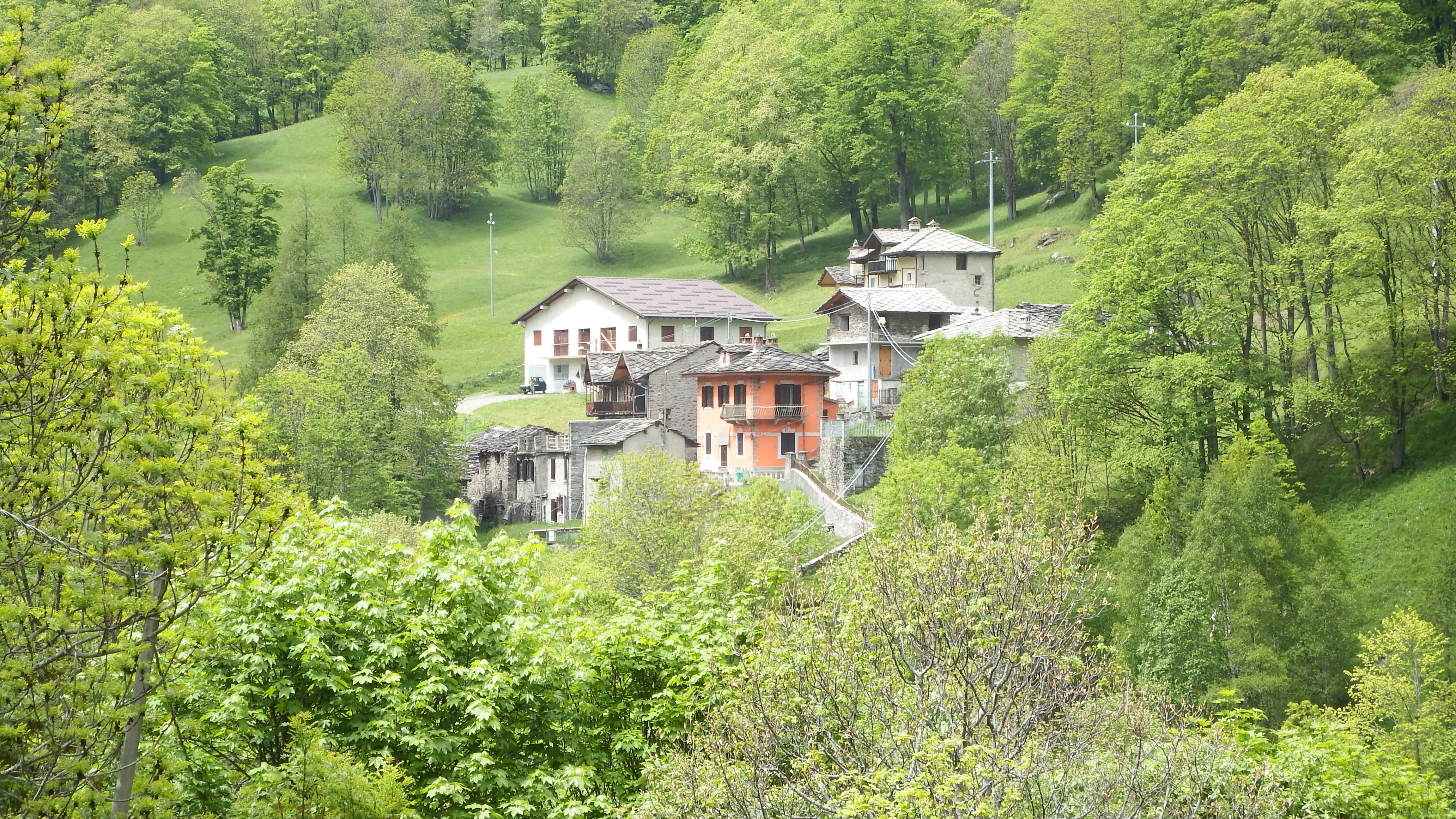
La frazione di Quagliera vista da Perinera
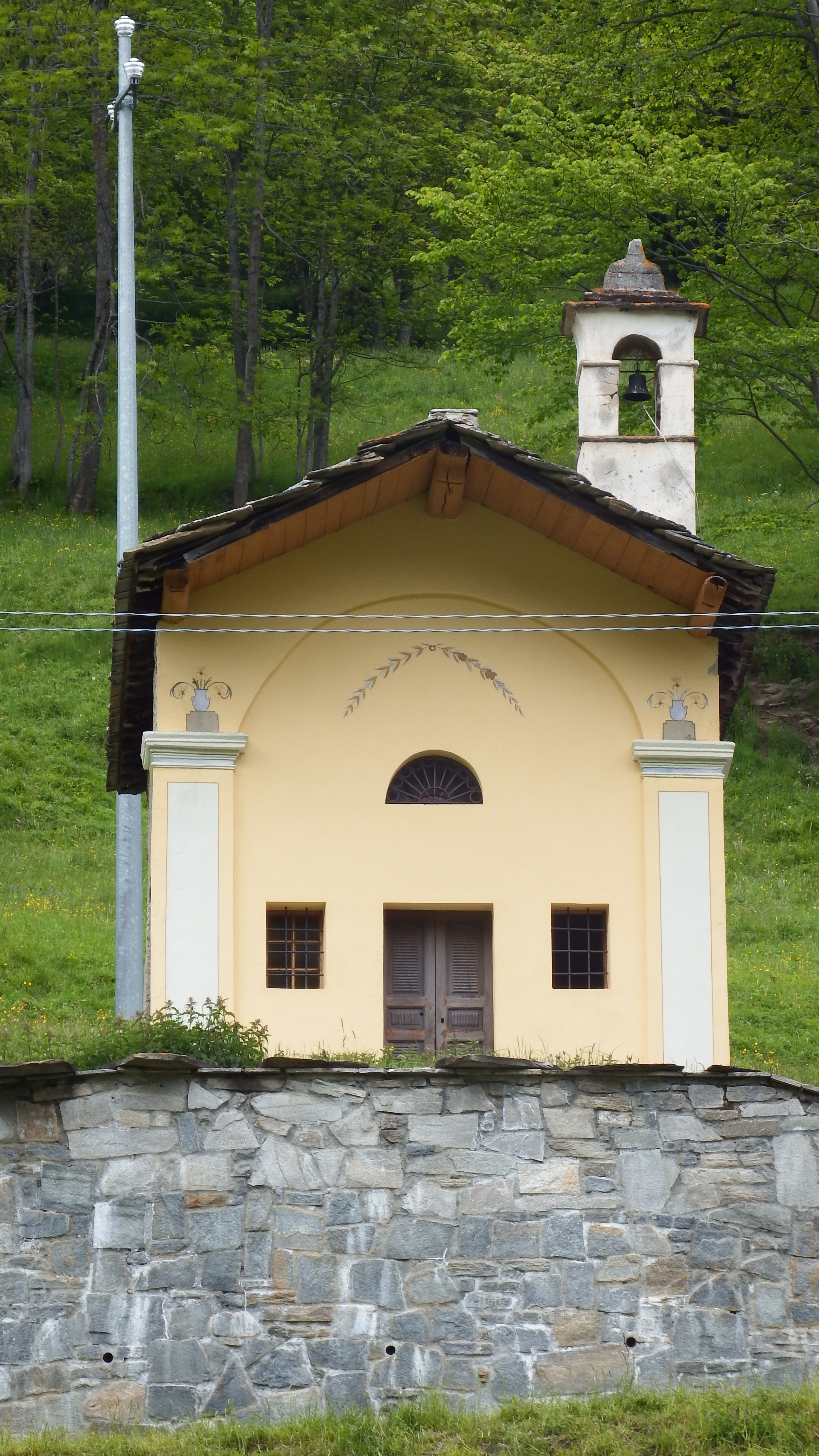
La chiesa di Quagliera
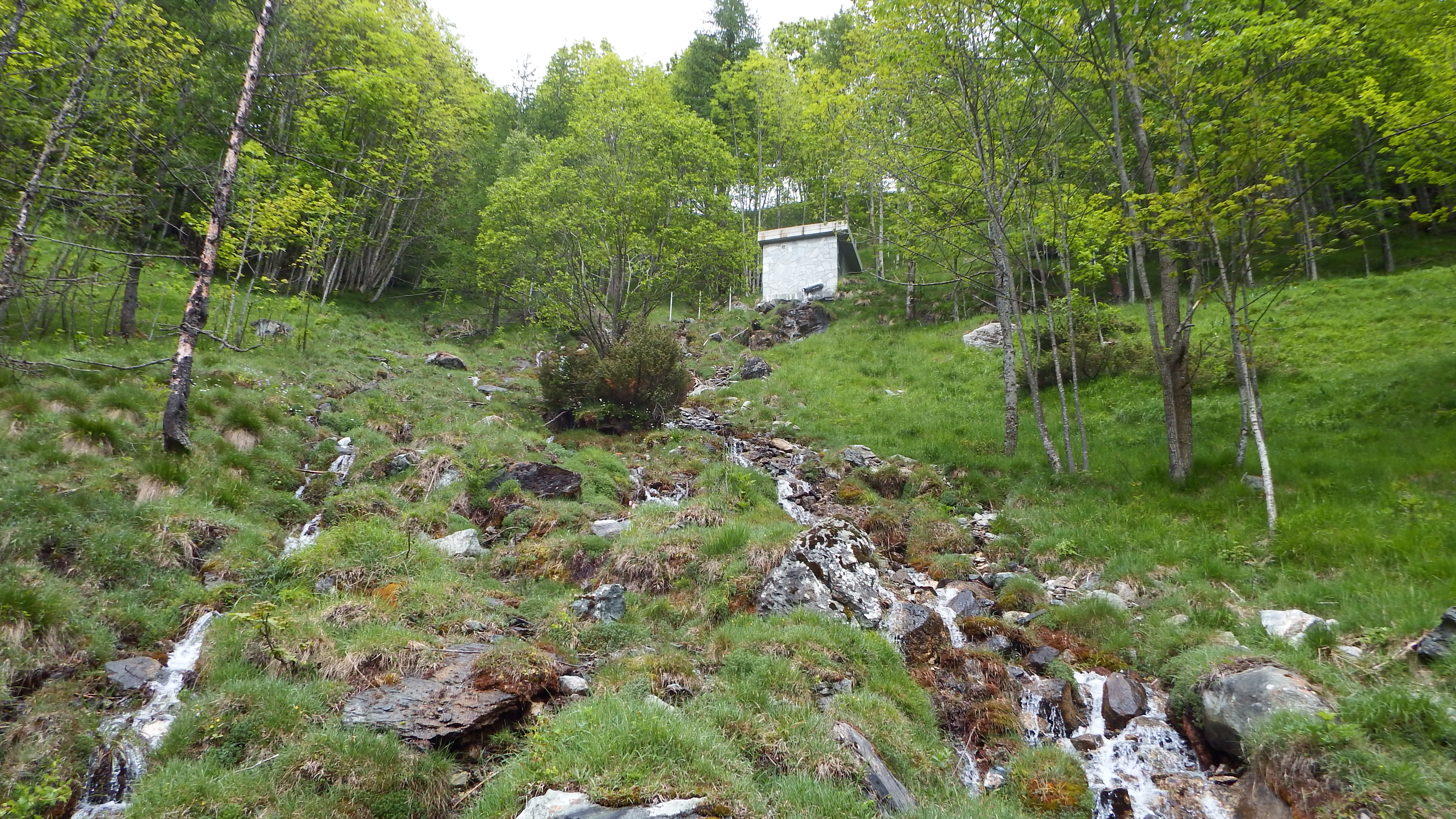
La presa dell'acqua a Quagliera